# Біржова угода

## Біржова угода.

### 1. Біржова угода
Біржова угода - укладені учасниками біржової торгівлі, договори, щодо біржового товару, в ході біржової торгівлі.
За своїм економічним змістом біржові угоди спрямовані на передачу майна у власність покупця. Юридично така передача оформляється договорами купівлі-продажу, поставки, міни.
Біржові угоди в принципі не відрізняються від угод, укладених поза біржею, але укладатися вони можуть брокерами. Укладена під час біржових торгів угода, повинна бути подана для реєстрації на біржі не пізніше наступного дня. Угода вважається укладеною з моменту її реєстрації на біржі. 
Більшість біржових угод укладаються за участі біржових посередників, що здійснюють брокерську або дилерську діяльність. У дилерській діяльності посередник, що отримує товар, з метою наступного перепродажу на біржі, діє від свого імені за свій рахунок, стаючи стороною укладеного договору. У брокерській діяльності при здійснені біржової угоди, він виступає в інтересах клієнта. Діючи на підставі договору - доручення з клієнтом, посередник укладає біржову угоду від імені та за рахунок клієнта. 

#### 2. Особливості біржових угод
Особливості угод укладених на товарних біржах:
1. Угода є документом на купівлю-продаж біржового товару з негайною поставкою.
2. Порядок укладання угоди відповідає законодавству про біржову торгівлю, а також правилам біржової торгівлі.
3. Учасники біржової угоди є учасниками біржових торгів.
4. Підготовка до реалізації контракту, виконується до початку біржових торгів.
5. Угоди підлягають обов'язковій реєстрації відповідно до установлених правил.
6. Біржа є гарантом виконання угод, зареєстрованих на її торгах.
7. Біржа має право застосовувати санкції до учасників біржової торгівлі,  які порушують правила біржових торгів.

На кожній біржі розроблено спеціальні правила, які регулюють відношення між контрагентами стосовно:
- підготовки угод;
- безпосереднього укладання угоди;
- оформлення укладеної угоди;
- виконання угоди,
- відповідальність за виконання угод і розгляд спірних питань за угодами, що можуть виникнути.

Підготовку до укладання угоди здійснюють поза біржею, а саме укладання — під час біржової торгівлі відповідно до нормативів і правил, які встановлено для конкретної біржі. Угоду вважають укладеною, якщо є усна домовленість брокера, зафіксована маклером, котрий обслуговує зареєстровану товарну секцію на біржі. Під час укладання угоди сторони узгоджують між собою її зміст, тобто коло питань, які вирішуються внаслідок її укладання.
Умови змісту угоди є:
1. Вид контракту (спот, форвард, ф'ючерс),
2. найменування товару;
3. його якість;
4. кількість товару — біржова одиниця (партія товару, лот);
5. ціна й форма оплати за куплений товар;
6. базис (форма), термін виконання угоди, умови поставки (розподіл витрат на транспортування, зберігання і страхування товару, який є об'єктом угоди між покупцем і продавцем);
7. місцезнаходження товару.

Під час укладання угоди оголошуються: назва товару, його кількість і ціна, базис поставки, вид контракту. Решта умов змісту угоди може не оголошуватися, бо це може бути комерційною таємницею.

##### Існують такі види біржових угод
- Форвардний контракт — це стандартний документ, який засвідчує зобов'язання особи придбати (продати) цінні папери, товари або кошти у визначений час, та на визначених умовах у майбутньому, з фіксацією цін такого продажу під час укладення такого форвардного контракту. При цьому будь-яка сторона форвардного контракту має право відмовитися від його виконання, виключно за наявності згоди іншої сторони контракту або у інших випадках визначених цивільним законодавством.
- Ф'ючерсний контракт - контракт, предметом якого є стандартний біржовий контракт, на стандартизований товар з визначеним наперед строком виконання, але за ціною, встановленою на день укладання контракту.
- Ф'ючерсний контракт визначається також як стандартний документ, який засвідчує зобов'язання придбати (продати) цінні папери, товари або кошти у визначений час та на визначених умовах у майбутньому, з фіксацією цін на момент виконання зобов'язань сторонами контракту. При цьому будь-яка сторона ф'ючерсного контракту має право відмовитися від його виконання виключно за наявності згоди іншої сторони контракту або у випадках, визначених цивільним законодавством.
- Опціонні угоди - стандартний документ, який засвідчує право придбати (продати) цінні папери (товари кошти), на визначених умовах у майбутньому, з фіксацією ціни на час укладення такого опціона або на час такого придбання за рішенням сторін контракту. Перший продавець опціона (емітент) несе безумовне та безвідкличне зобов'язання щодо продажу цінних паперів (товарів, коштів) на умовах укладеного опціонного контракту. Будь-який покупець опціона має право відмовитися у будь-який момент від придбання таких цінних паперів (товарів, коштів).

###### 4. Джерела
http://zakon2.rada.gov.ua/laws/show/1956-12 [Архівовано 1 грудня 2016 у Wayback Machine.]